# Municipio de Jefferson (condado de Johnson, Iowa)
El municipio de Jefferson (en inglés: Jefferson Township) es un municipio ubicado en el condado de Johnson en el estado estadounidense de Iowa. En el año 2010 tenía una población de 4122 habitantes y una densidad poblacional de 60,41 personas por km².

## Geografía
El municipio de Jefferson se encuentra ubicado en las coordenadas 41°49′21″N 91°39′16″O / 41.82250, -91.65444. Según la Oficina del Censo de los Estados Unidos, el municipio tiene una superficie total de 68.24 km², de la cual 65,76 km² corresponden a tierra firme y (3,62 %) 2,47 km² es agua.

## Demografía
Según el censo de 2010, había 4122 personas residiendo en el municipio de Jefferson. La densidad de población era de 60,41 hab./km². De los 4122 habitantes, el municipio de Jefferson estaba compuesto por el 97,7 % blancos, el 0,41 % eran afroamericanos, el 0,15 % eran amerindios, el 1,12 % eran asiáticos, el 0,22 % eran de otras razas y el 0,41 % eran de una mezcla de razas. Del total de la población el 0,99 % eran hispanos o latinos de cualquier raza.